# Ѵ
Ѵ, ѵ (Iżyca) – litera wczesnej cyrylicy pełniąca rolę współczesnych liter В i И. Pochodzi od greckiej litery Υ.

## W języku rosyjskim
W XVIII wieku w trakcie reform Piotra Wielkiego była wielokrotnie włączana i wyłączana z alfabetu rosyjskiego, aż w 1802 r. została w nim w końcu przewrócona i pozostała częścią alfabetu aż do 1918 r.. 
Na przełomie XIX i XX wieku była używana wyłącznie w nielicznych wyrazach tematyki cerkiewnej, takich jak мѵро, ѵподіаконъ, ѵпостась itd..

## W językach niesłowiańskich
Iżyca była częścią alfabetu języka osetyjskiego opracowanego przez Andreasa Sjögrena w 1844 r..

## Kodowanie
| Znak                   | Ѵ                               | Ѵ                               | ѵ                             | ѵ                             |
| ---------------------- | ------------------------------- | ------------------------------- | ----------------------------- | ----------------------------- |
| Nazwa w Unikodzie      | cyrillic capital letter izhitsa | cyrillic capital letter izhitsa | cyrillic small letter izhitsa | cyrillic small letter izhitsa |
| Kodowanie              | dziesiątkowo                    | szesnastkowo                    | dziesiątkowo                  | szesnastkowo                  |
| Unicode                | 1140                            | U+0474                          | 1141                          | U+0475                        |
| UTF-8                  | 209 180                         | d1 b4                           | 209 181                       | d1 b5                         |
| Odwołania znakowe SGML | &#1140;                         | &#x0474;                        | &#1141;                       | &#x0475;                      |